# Indonesia Open (badminton)
O Indonesia Open é um torneio anual de badminton organizado pela Persatuan Bulutangkis Seluruh Indonesia (PBSI) e realizado na Indonésia desde 1982. Começou a fazer parte do BWF Super Series em 2007 e ganhou o status de Premier Super Series em 2011.

## Sedes
Nove cidades já sediaram o torneio. O torneio vem sendo realizado na capital Jakarta.
- 1990: Samarinda
- 1991: Bandung
- 1992: Semarang
- 1994: Yogyakarta
- 1997: Surakarta
- 1999: Denpasar
- 2002: Surabaya
- 2003: Batam
- 1993, 1998, 2000 – 2001, 2004 – Presente: Jakarta

## Campeões
| Ano  | Simples masculino | Simples feminino   | Duplas masculinas                                   | Duplas femininas                     | Duplas mistas                               |
| ---- | ----------------- | ------------------ | --------------------------------------------------- | ------------------------------------ | ------------------------------------------- |
| 2014 | Jan Ø. Jørgensen  | Li Xuerui          | Lee Yong-dae Yoo Yeon-seong                         | Tian Qing Zhao Yunlei                | Joachim Fischer Nielsen Christinna Pedersen |
| 2013 | Lee Chong Wei     | Li Xuerui          | Mohammad Ahsan Hendra Setiawan                      | Cheng Shu Bao Yixin                  | Zhang Nan Zhao Yunlei                       |
| 2012 | Simon Santoso     | Saina Nehwal       | Lee Yong-dae Jung Jae-sung                          | Wang Xiaoli Yu Yang                  | Saralee Thoungthongkam Sudket Prapakamol    |
| 2011 | Lee Chong Wei     | Wang Yihan         | Cai Yun Fu Haifeng                                  | Wang Xiaoli Yu Yang                  | Zhang Nan Zhao Yunlei                       |
| 2010 | Lee Chong Wei     | Saina Nehwal       | Fang Chieh-min Lee Sheng-mu                         | Kim Min-jung Lee Hyo-jung            | Robert Mateusiak Nadieżda Kostiuczyk        |
| 2009 | Lee Chong Wei     | Saina Nehwal       | Lee Yong-dae Jung Jae-sung                          | Wong Pei Tty Chin Eei Hui            | Zheng Bo Ma Jin                             |
| 2008 | Sony Dwi Kuncoro  | Zhu Lin            | Mohd Zakry Abdul Latif Mohd Fairuzizuan Mohd Tazari | Vita Marissa Lilyana Natsir          | Zheng Bo Gao Ling                           |
| 2007 | Lee Chong Wei     | Wang Chen          | Fu Haifeng Cai Yun                                  | Du Jing Yu Yang                      | Zheng Bo Gao Ling                           |
| 2006 | Taufik Hidayat    | Zhu Lin            | Candra Wijaya Tony Gunawan                          | Wei Yili Zhang Yawen                 | Xie Zhongbo Zhang Yawen                     |
| 2005 | Lee Hyun-il       | Wang Chen          | Markis Kido Hendra Setiawan                         | Lee Hyo-jung Lee Kyung-won           | Nova Widianto Lilyana Natsir                |
| 2004 | Taufik Hidayat    | Xie Xingfang       | Luluk Hadiyanto Alvent Yulianto                     | Yang Wei Zhang Jiewen                | Zhang Jun Gao Ling                          |
| 2003 | Taufik Hidayat    | Xie Xingfang       | Sang Yang Zheng Bo                                  | Gao Ling Huang Sui                   | Kim Dong-moon Ra Kyung-min                  |
| 2002 | Taufik Hidayat    | Gong Ruina         | Lee Dong-soo Yoo Yong-sung                          | Gao Ling Huang Sui                   | Bambang Suprianto Minarti Timur             |
| 2001 | Marleve Mainaky   | Ellen Angelina     | Candra Wijaya Sigit Budiarto                        | Deyana Lomban Vita Marissa           | Trikus Haryanto Emma Ermawati               |
| 2000 | Taufik Hidayat    | Camilla Martin     | Candra Wijaya Sigit Budiarto                        | Joanne Goode Donna Kellogg           | Simon Archer Joanne Goode                   |
| 1999 | Taufik Hidayat    | Lidya Djaelawijaya | Ricky Subagja Rexy Mainaky                          | Helene Kirkegaard Rikke Olsen        | Trikus Heryanto Minarti Timur               |
| 1998 | Yong Hock Kin     | Mia Audina         | Ricky Subagja Rexy Mainaky                          | Eliza Nathanael Deyana Lomban        | Trikus Heryanto Minarti Timur               |
| 1997 | Ardy Wiranata     | Susi Susanti       | Candra Wijaya Sigit Budiarto                        | Eliza Nathanael Zelin Resiana        | Trikus Heryanto Minarti Timur               |
| 1996 | Joko Suprianto    | Susi Susanti       | Denny Kantono Antonius Ariantho                     | Eliza Nathanael Zelin Resiana        | Trikus Heryanto Minarti Timur               |
| 1995 | Ardy Wiranata     | Susi Susanti       | Rudy Gunawan Bambang Suprianto                      | Ge Fei Gu Jun                        | Trikus Heryanto Minarti Timur               |
| 1994 | Ardy Wiranata     | Susi Susanti       | Ricky Subagja Rexy Mainaky                          | Lili Tampi Finarsih                  | Jiang Xin Zhang Jin                         |
| 1993 | Alan Budi Kusuma  | Ye Zhaoying        | Ricky Subagja Rexy Mainaky                          | Lili Tampi Finarsih                  | Rudy Gunawan Rosiana Tendean                |
| 1992 | Ardy Wiranata     | Ye Zhaoying        | Rudy Gunawan Eddy Hartono                           | Erma Sulistyaningsih Rosiana Tendean | Pär-Gunnar Jonsson Maria Bengtsson          |
| 1991 | Ardy Wiranata     | Susi Susanti       | Kim Moon-soo Park Joo-bong                          | Chung Myeong-hee Hwang Hye-young     | Thomas Lund Pernille Dupont                 |
| 1990 | Ardy Wiranata     | Lee Young-Suk      | Razif Sidek Jalani Sidek                            | Chung Myeong-hee Hwang Hye-young     | Rudy Gunawan Rosiana Tendean                |
| 1989 | Xiong Guobao      | Huang Hua          | Eddy Hartono Rudy Gunawan                           | Rosiana Tendean Erma Sulistianingsih | Eddy Hartono Verawaty Fajrin                |
| 1988 | Icuk Sugiarto     | Li Lingwei         | Razif Sidek Jalani Sidek                            | Verawaty Fajrin Yanti Kusmiati       | Eddy Hartono Erma Sulistianingsih           |
| 1987 | Yang Yang         | Li Lingwei         | Liem Swie King Eddy Hartono                         | Ivana Lie Rosiana Tendean            | Jan Paulsen Gillian Gowers                  |
| 1986 | Icuk Sugiarto     | Shi Wen            | Liem Swie King Hariamanto Kartono                   | Verawaty Fajrin Ivana Lie            | Steen Fladberg Gillian Clark                |
| 1985 | Han Jian          | Li Lingwei         | Liem Swie King Hariamanto Kartono                   | Han Aiping Li Lingwei                | Martin Dew Gillian Gilks                    |
| 1984 | Lius Pongoh       | Li Lingwei         | Christian Hadinata Hadibowo                         | Nora Perry Jane Webster              | Christian Hadinata Ivana Lie                |
| 1983 | Liem Swie King    | Ivana Lie          | Rudy Heryanto Hariamanto Kartono                    | Ruth Damayanti Maria Fransisca       | Christian Hadinata Ivana Lie                |
| 1982 | Icuk Sugiarto     | Verawaty Fajrin    | Rudy Heryanto Hariamanto Kartono                    | Gillian Gilks Gillian Clark          | Martin Dew Gillian Gilks                    |

## Títulos por país
|   | País          | SM | SF | DM | DF | DMF | Total |
| - | ------------- | -- | -- | -- | -- | --- | ----- |
| 1 | Indonésia     | 22 | 11 | 21 | 13 | 14  | 81    |
| 2 | China         | 3  | 15 | 3  | 11 | 8   | 40    |
| 3 | Coreia do Sul | 1  | 1  | 5  | 4  | 1   | 12    |
| 4 | Malásia       | 6  |    | 3  | 1  |     | 10    |
| 5 | Inglaterra    |    |    |    | 3  | 4   | 7     |
| 6 | Dinamarca     | 1  | 1  |    | 1  | 3   | 6     |
| 7 | Índia         |    | 3  |    |    |     | 3     |
| 8 | Hong Kong     |    | 2  |    |    |     | 2     |
| 9 | Taiwan        |    |    | 1  |    |     | 1     |
| 9 | Polónia       |    |    |    |    | 1   | 1     |
| 9 | Suécia        |    |    |    |    | 1   | 1     |
| 9 | Tailândia     |    |    |    |    | 1   | 1     |
|   | Total         | 33 | 33 | 33 | 33 | 33  | 165   |